# Becca Fitzpatrick
Becca Fitzpatrick (ur. 3 lutego 1979 w Centerville) – amerykańska pisarka, najbardziej znana z serii Szeptem, która stała się bestsellerem „New York Timesa”.

## Życie prywatne.
Dorastała w Centerville, gdzie uczęszczała do przedszkola i skończyła pierwszą klasę szkoły podstawowej. Swoje wczesne doświadczenia z placówkami oświaty wspomina jako złe, życie uprzykrzała jej grupa dzieci. To wówczas wraz ze starszą siostrą Heather wymyśliła swoją pierwszą historię, Autobusowa Przygoda. Historia opowiadała o tym, jak jadąc do szkoły szkolnym autobusem wypełnionym złośliwymi kolegami, pojazd wpadał w poślizg i niebezpiecznie zawisł na klifie. Becca będąca jedną z głównych bohaterek, ratowała swoich rówieśników i zdobywała ich uznanie. Latem, kiedy od września miała zacząć chodzić do drugiej klasy, jej rodzina przeprowadziła się do North Platte, w stanie Nebraska. Jej dzieciństwo przepełnione było książkami. W tym czasie zaczytywała się w powieściach detektywistycznych Carolyn Keene i Kathryn Kenny oraz Roalda Dahla, do którego przekonała ją młodsza siostra Christian. Będąc w trzeciej klasie szkoły podstawowej, Becca obejrzała film Miłość, szmaragd i krokodyl z Michaelem Douglasem i Kathleen Turner. Jak wyznaje na swojej oficjalnej stronie, to właśnie wtedy zdecydowała, że zostanie pisarką.

Oczywiście, myślałam, że wszyscy autorzy przeżywają podobne przygody. Lecą do Kolumbii, aby uratować siostrę z rąk gangsterów, przy okazji polując na zaginiony skarb i zakochują się w przystojnym facecie wyglądającym jak Michael Douglas, dodatkowo mając do czynienia z niebezpiecznym krokodylem.

Dużo żywych wspomnień przypada na jej lata licealne, które jak twierdzi, wyjaśniają, dlaczego zdecydowała się pisać powieści młodzieżowe. W szkole średniej brała udział w biegach przełajowych, grała na klarnecie w szkolnym zespole i była członkinią VICA oraz National Honor Society. Za namową starszego kolegi, zapisała się do drużyny koszykówki i choć wytrwała w szkolnym składzie, trener uważał, że jej gra bardziej przypomina taniec. W 1997 roku ukończyła szkołę średnią i rozpoczęła naukę na Uniwersytecie Brighama Younga, wcześniej jednak marzyła o zostaniu szpiegiem.

W college’u przechodziłam dość dziwny okres, kiedy chciałam zostać szpiegiem. Wyobrażałam sobie jak przeglądam tajne akta CIA i pracuję w kilkunastu, skomplikowanych aplikacjach. Myślałam, że zostając szpiegiem będę kimś tajemniczym i niebezpiecznym. Po prostu nie chciałam być kolejną dziewczyną, posiadająca stopień naukowy. A jeśli miałabym już nie zostać Jamesem Bondem w spódnicy, myśl o ustatkowaniu się i wykonywaniu typowych, domowych prac, typu odpowiadania na pytania z tele – zagadek czy wybieranie farb do pomalowania kuchni pomiędzy hiszpańską czerwienią a tą od koloru skrzydeł biedronki, wydawało mi się również zupełnie kuszące.

W grudniu 2000 roku wyszła za mąż za Justina Fizpatricka. Rok później, w kwietniu ukończyła studia na Uniwersytecie Brighama Younga, gdzie uzyskała stopień Community Health i rozpoczęła pracę jako: sekretarka, nauczycielka i księgowa w alternatywnej szkole średniej w Provo, stanie Utah. W lutym 2003 roku w ramach prezentu na 24 urodziny, jej mąż zapisał ją na kurs pisarski, podczas którego zaczęła tworzyć pierwsze szkice do jej debiutanckiej książki. Po pięciu latach w czasie których na świat przyszedł jej pierwszy syn, a rodzina zamieszkała w stanie Kolorado, powieść była gotowa do publikacji.
Podczas jednego z wywiadów wyznała, że interesuje się przede wszystkim: pisaniem, antyczną biżuterią, baletem, butami (których ma niezliczone ilości w swojej garderobie), gotyckimi romansami, teatrem, fotografią i serialami kryminalnymi. Jej ulubieni pisarze to: John Grisham, Diana Gabaldon, Laurie Halse Anderson, Jennifer Donnelly, Sandra Brown, Karen Joy Fowler, Jane Austen, Meg Cabot, J K Rowling, Nancy Farmer, Laura Kinsale, Sharon Kay Penman, L.M. Montgomery, Roald Dahl oraz Carolyn Keene.
Obecnie mieszka z mężem i dwójką dzieci w Kolorado.

## SeriaSzeptem
W czerwcu 2008 roku Becca nawiązała współpracę z agentką literacką Catherine Drayton, a już we wrześniu prawa do Szeptem (ang. Hush, Hush) kupiło wydawnictwo Simon & Schuster, które na półkach księgarni pojawiło się 13 października. Po entuzjastycznym przyjęciu książki przez krytyków i czytelników, Becca zdecydowała się na napisanie sequelu – Crescendo, które swoją premierę miało 19 października 2012. W międzyczasie, 27 sierpnia 2010 r. ukazała się antologia Kiss Me Deadly: 13 Tales of Paranormal Love do której napisała opowiadanie Dungeons Of Langeais. Historia nawiązuje do prologu z Szeptem i opowiada o relacji Chaunceya z Patchem. 14 października 2010 r. swoją premierę miała trzecia część cyklu – Cisza (ang. Silence), która miała być ostatnim tomem o losach Nory zakochanej w upadłym aniele. Ostatecznie jednak Becca w trakcie pisania dała się namówić na czwarty tom i dlatego 23 października 2012 r. na rynku pojawiło się Finale, które kończy serię. Na kilka miesięcy wcześniej przed premierą czwartego tomu, 18 kwietnia 2012 r. nakładem Sea Lion Books ukazała się Hush, Hush – Graphic Novel Vol. 1., graficzna interpretacja Szeptem. Becca załączyła do niej pierwsze szkice z 2003 r. jakie napisała na kursie pisarskim (cztery rozdziały opowiedziane na zmianę z perspektywy Nory i Patcha). Od czasu premiery jej debiutu regularnie brała udział w organizowanych przez wydawnictwo trasach promocyjnych jej książki. Przy okazji ostatniej, rekomendującej Finale specjalnie zmieniła datę spotkań we Francji, by odwiedzić Polskę. Obecnie Sea Lion Books pracuje nad Hush, Hush – Graphic Novel Vol. 2. Data premiery nie jest jeszcze znana. W 2012 r. za pośrednictwem konta na Twitterze Becca poinformowała, że sprzedała prawa do ekranizacji Szeptem, które zakupiła firma LD Entertainment. Obecnie powstaje scenariusz za który odpowiedzialny jest Patrick Sean Smith. Na chwilę obecną pisarka pracuje nad nową książką, która roboczo zatytułowana jest Black Ice.

## Becca Fitzpatrick w Polsce
Jeszcze w marcu 2011 r. Becca po raz pierwszy spotkała się z przedstawicielem polskiego wydawcy przy okazji trasy promocyjnej Ciszy we Włoszech. Podpisała wówczas Szeptem oraz Crescendo które można było wygrać w specjalnym konkursie. 9 listopada 2012 r. udzieliła wywiadu Dzień Dobry TVN i spotka się z fankami w TVN-owskiej kawiarni. A dzień później od godz. 12.00 do 14.00 w Empik Megastore Arkadia, rozdawała autografy. Podczas spotkanie otrzymała od miłośników jej książek flagę polską z podpisami wszystkich obecnych. Tego samego dnia, o godz. 17.00 w Traffic Club przy ul. Brackiej w Warszawie po raz kolejny spotkała się z fanami. W trakcie spotkanie odpowiadała na pytania i opowiadała o najnowszej książce. Transmisję na żywo można było śledzić na portalu Lubimy Czytać obecnie zapis materiału można obejrzeć na oficjalnym profilu strony na YouTubie. Kilka dni później, na stronie na Facebooku polskiego wydawcy – Wydawnictwa Otwarte zostało zamieszczone zdjęcie podziękowań napisanych przez pisarkę.

Drodzy fani Szeptem, dziękuję wam za bycie tak aktywną i oddaną grupą czytelników – kocham wasz entuzjazm i wsparcie. Spędziłam wspaniały czas w Polsce spotykając was. Dziękuję, że czułam się tak mile widziana. xoxo, Becca.

Jak wynika z wypisów na koncie pisarki na Twitterze odwiedziła ona Żelazową Wolę i Dom Urodzenia Fryderyka Chopina oraz zjadła obiad z całym zespołem Wydawnictwa Otwarte.

## Publikacje

### USA

#### Książki i audiobooki
| Tytuł                                        | Data premiery książki   | Data premiery audiobook'a |
| -------------------------------------------- | ----------------------- | ------------------------- |
| Hush, Hush.                                  | 13 października 2009 r. | 13 października 2009 r.   |
| Kiss Me Deadly: 13 Tales of Paranormal Love. | 27 sierpnia 2010 r.     | –                         |
| Crescendo.                                   | 19 października 2010 r. | 19 października 2010 r.   |
| Silence.                                     | 4 października 2011 r.  | 4 października 2011 r.    |
| Finale.                                      | 23 października 2012 r. | 23 października 2012 r.   |
| Black Ice                                    | 7 listopada 2014 r.     | ??                        |

#### Powieści graficzne
| Tytuł                              | Data premiery       |
| ---------------------------------- | ------------------- |
| Hush, Hush – Graphic Novel Vol. 1. | 18 kwietnia 2012 r. |
| Hush, Hush – Graphic Novel Vol. 2. | ??                  |

### Polska

#### Książki
| Tytuł                  | Data premiery           |
| ---------------------- | ----------------------- |
| Szeptem.               | 13 stycznia 2010 r.     |
| Crescendo.             | 21 stycznia 2011 r.     |
| Cisza.                 | 19 października 2011 r. |
| Finale.                | 7 listopada 2012        |
| Black ice              | 5 listopada 2014        |
| Niebezpieczne kłamstwa | 11 maja 2016            |